# Doug Wickenheiser
Doug Wickenheiser, född 30 mars 1961 i Regina i Saskatchewan, död 12 januari 1999, var en kanadensisk professionell ishockeyspelare (center).